# الوهيبي (حبيل جبر)

تعديل مصدري - تعديل

الوهيبي هي إحدى قرى عزلة حبيل جبر بمديرية حبيل جبر التابعة لمحافظة لحج، بلغ تعداد سكانها 119 نسمة حسب تعداد اليمن لعام 2004.